# Gustav Hedenvind-Eriksson
Gustav Hedenvind-Eriksson, né à Alanäs socken le 17 mai 1880 et mort à Stockholm le 17 avril 1967, est un écrivain suédois. 

## Biographie
Gustav Hedenvind-Eriksson débuta en 1910 avec le roman Ur en fallen skog. Plus tard, il publia les romans Vid Eli vågor en 1914, Järnets gåta en 1921 et På friköpt jord en 1930. Dans ses livres, il raconte ses experiences comme bûcheron, terrassier ou matelot, et elles sont inspirées sur les comptes oraux de son enfance. Il gagna le Prix Dobloug en 1959.